# Кім Со Хі (тхеквондистка)
Кім Со Хі (кор. 김소희, нар. 29 січня 1994) — південнокорейська тхеквондистка, олімпійська чемпіонка 2016 року.

## Виступи на Олімпіадах
| Олімпіада           | Дисципліна | Місце |
| ------------------- | ---------- | ----- |
| Ріо-де-Жанейро 2016 | до 49 кг   | 1     |

## Зовнішні посилання
- Кім Со Хі — олімпійська статистика на сайті Sports-Reference.com (англ.) (архівна версія)